# 汉斯-金特·布伦斯
汉斯-金特·布伦斯（德語：Hans-Günter Bruns，1954年11月15日—），德国前男子足球运动员，场上位置是中场。他曾代表西德参加1984年欧洲足球锦标赛，结果队伍止步小组赛阶段。